# Asienspiele 1951
Die 1. Asienspiele fanden vom 4. bis zum 11. März in Neu-Delhi statt.
Es nahmen 489 Sportler aus elf verschiedenen Mitgliedsverbänden des Olympic Council of Asia teil. Das Motto der Spiele war „Play the game, in the spirit of the game“. Es wurden 57 Wettbewerbe in acht Sportarten ausgetragen. Die Spiele wurden von Rajendra Prasad, dem ersten Präsidenten Indiens, eröffnet. Sie wurden im Dhyan Chand National Stadium in Neu-Delhi ausgetragen.
Das offizielle Logo der Spiele zeigt eine rote Sonne mit 16 Strahlen mit einem weißen Kreis in der Mitte, die auch heute noch das Logo der Asienspiele ist, und unter dieser Sonne 11 Ringe, die für die teilnehmenden Nationen standen und Frieden symbolisieren sollten.
Die nächsten Asienspiele, die in Indien stattfanden, waren die Asienspiele 1982.

## Teilnehmende Nationen

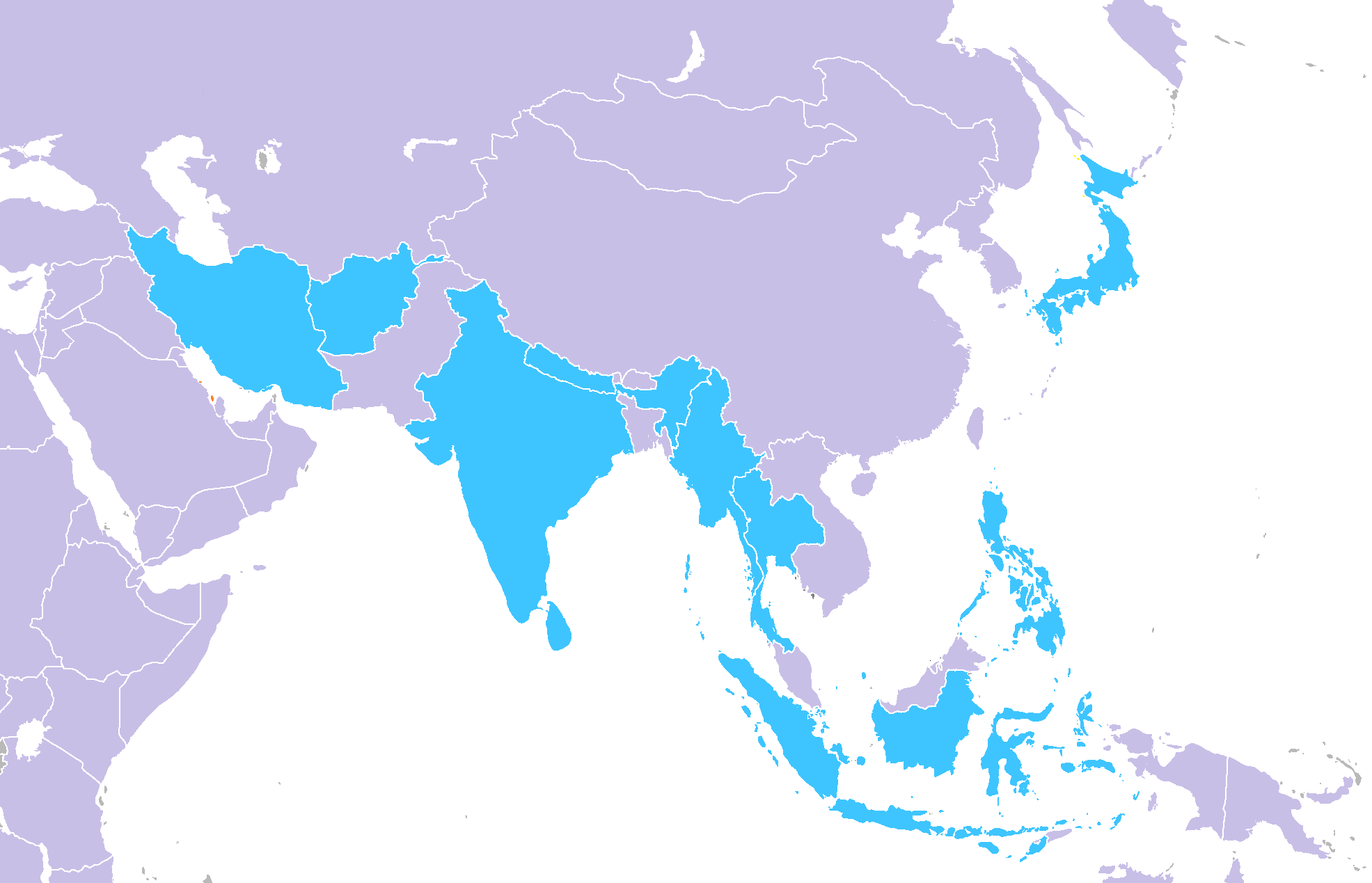
Teilnehmende Nationen

- Afghanistan
- Birma
- Ceylon
- Indien
- Indonesien
- Iran
- Japan
- Nepal
- Philippinen
- Singapur
- Thailand

## Medaillenspiegel
| Platz | Land        | Gold | Silber | Bronze | Gesamt |
| ----- | ----------- | ---- | ------ | ------ | ------ |
| 1     | Japan       | 24   | 21     | 15     | 60     |
| 2     | Indien      | 15   | 16     | 20     | 51     |
| 3     | Iran        | 8    | 6      | 2      | 16     |
| 4     | Singapur    | 5    | 7      | 2      | 14     |
| 5     | Philippinen | 5    | 6      | 8      | 19     |
| 6     | Ceylon      | 0    | 1      | 0      | 1      |
| 7     | Indonesien  | 0    | 0      | 5      | 5      |
| 8     | Birma       | 0    | 0      | 3      | 3      |
| Total | Total       | 57   | 57     | 55     | 169    |